# José Tomás Sánchez
José Tomás Sánchez (Pandan, 17 de marzo de 1920 - Ciudad de San Juan, 9 de marzo de 2012) fue un cardenal y arzobispo católico de Filipinas.

## Biografía
Fue ordenado sacerdote el 12 de mayo de 1946. 
El 5 de febrero de 1968 fue elegido obispo titular de Lesvi y auxiliar de Cáceres. Fue consagrado obispo el próximo 12 de mayo por el entonces Nuncio Apostólico en Filipinas Carmine Rocco. Fue trasladado como asistente a la Diócesis de Lucena en el 13 de diciembre de 1971, le sucedió en el mismo lugar en 25 de septiembre de 1976. El 12 de enero de 1982 fue promovido a arzobispo de Nueva Segovia. El 30 de octubre de 1985 fue nombrado secretario de la Congregación para la Evangelización de los Pueblos. El 22 de marzo de 1986 renunció al gobierno pastoral de la Archidiócesis de Nueva Segovia.
Desde 1 de julio de 1991 al 15 de junio de 1996 ocupó el cargo de prefecto de la Sagrada Congregación para el Clero. Fue al mismo tiempo presidente de la Comisión Pontificia para el Patrimonio Cultural de la Iglesia.
Juan Pablo II lo elevó a la dignidad de cardenal en el consistorio del 28 de junio de 1991. El 17 de marzo de 2000 provino de las filas de los cardenales y se convirtió en un elector cardinal para la realización de 80 años de edad.
Murió el 9 de marzo de 2012 a la edad de 91 años en el Centro Médico en San Juan Ciudad, como consecuencia de un fallo multiorgánico después de permanecer hospitalizado durante una semana.